# 2005년 두산 베어스 시즌
2005년 두산 베어스 시즌은 두산 베어스가 KBO 리그에 참가한 7번째 시즌으로, OB 베어스 시절까지 합하면 24번째 시즌이다. 김경문 감독이 팀을 이끈 2번째 시즌으로, 김동주가 주장을 맡았다. 팀은 정규시즌 마지막 날 승리하면서 극적으로 SK 와이번스를 제치고 8팀 중 정규시즌 2위에 오르며 포스트시즌에 진출했다. 이후 플레이오프에서 한화 이글스를 3승 무패로 스윕했으나, 한국시리즈에서 삼성 라이온즈에게 무승 4패로 스윕을 당하며 통합 준우승을 기록했다.

## 코치
- 김광수, 윤석환, 한영준, 최훈재, 김태형, 김민호

## 타이틀
- 야구 월드컵 은메달: 윤석민
- KBO 골든글러브: 안경현 (2루수), 손시헌 (유격수)
- 일구상 노력선수상: 손시헌
- 일구상 코치상: 김광수
- 제일화재 프로야구대상 최고구원투수상: 정재훈
- 제일화재 프로야구대상 프로코치상: 윤석환
- 플레이오프 MVP: 전상렬
- KBO 올드스타: 김경문 (포수), 박종훈 (좌익수)
- KBA 올드스타: 계형철 (투수)
- 올스타 선발: 홍성흔 (포수)
- 올스타전 추천선수: 박명환, 이혜천, 정재훈, 손시헌, 김명제
- 출장(타자): 손시헌 (126)
- 출장(야수): 손시헌 (126)
- 선발 출전(야수): 손시헌 (125)
- 3루타: 손시헌 (5)
- 선발등판: 리오스 (32)
- 마무리등판: 정재훈 (46)
- 세이브: 정재훈 (30)
- 세이브포인트: 정재훈 (31)
- 홀드: 이재우 (28)
- 이닝: 리오스 (205.1)
- 상대한 타자 수: 리오스 (856)
- 탈삼진: 리오스 (147)
- 투구 수: 리오스 (3139)
- 터프세이브: 정재훈 (8)
- 병살 유도: 리오스 (22)
- 어시스트: 손시헌 (390)

### 퓨처스리그
- 3루타: 방승재 (5)
- 도루: 고영민 (29)
- 북부리그 세이브: 이경민 (6)

## 선수단
- 선발투수: 리오스, 랜들, 박명환, 이혜천, 김명제, 스미스
- 구원투수: 이재우, 김성배, 이원희, 전병두, 조현근, 금민철, 이재영, 김승회, 강관식, 서동환, 박정배
- 마무리투수: 정재훈, 이경민
- 포수: 홍성흔, 강인권, 용덕한
- 1루수: 장원진, 황윤성, 윤석민, 이승준
- 2루수: 안경현, 나주환, 정원석, 고영민
- 유격수: 손시헌
- 3루수: 김동주, 홍원기, 김재호
- 좌익수: 최경환, 강봉규
- 중견수: 임재철, 전상렬, 윤승균
- 우익수: 김창희, 김혜겸
- 지명타자: 문희성, 방승재, 이대현

## 여담
- 2군 홈구장을 이천으로 옮기게 됨에 따라 2군 홈구장 이름도 이천 베어스 필드로 교체되었다.
- 조현근은 주포지션이 투수인 선수 중 KBO 리그 사상 최초로 3루타를 기록했다.
- 금민철은 이 시즌 1군에 데뷔하여 KBO 리그 역대 1군 출전 선수 중 첫 한국디지털대학교 출신 투수가 되었다.